# Nimbus (scarabée)
Pour les articles homonymes, voir Nimbus.
Genre
Nimbus est un genre d'insectes de l'ordre des coléoptères, de la super-famille des Scarabaeoidea (scarabées), de la famille des Aphodiidae ou des Scarabaeidae selon les classifications.

## Espèces rencontrées en Europe
- Nimbus affinis
- Nimbus contaminatus
- Nimbus franzinii
- Nimbus johnsoni
- Nimbus lederi
- Nimbus marianii
- Nimbus obliteratus
- Nimbus orbignyi
- Nimbus proximus
- Nimbus richardi